# Sunman
Sunman – miasto w Stanach Zjednoczonych, w stanie Indiana, w hrabstwie Ripley.